# Kimigayo

Kimi Ga Yo

Kimigayo (君が代, Moge uw heerschappij duizend jaar/eeuwig duren) is het volkslied van Japan. De auteur van dit lied is onbekend. Het is vormgegeven volgens een oude Japanse dichtstijl: de waka. Er is een theorie dat de onderstaande tekst ooit een liefdesgedicht zou geweest zijn.
In de periode van 1868 tot 1945 was dit het officiële volkslied. Van 1945 tot 1999 was het volkslied alleen nog maar de facto in gebruik door de afschaffing van de absolute monarchie en het instellen van een parlementaire democratie. Vanaf 1999 is het volkslied weer de jure in gebruik door het aannemen van een wet hieromtrent door het Japanse parlement.

## Tekst
| Origineel (Japans schrift) 君が代は 千代に 八千代に 細石の 巌となりて 苔の生すまで | Origineel (Latijns schrift) Kimigayo va Çiyo ni Yaçiyo ni Sazare işi no Ivao to narite Koke no mısı made | Nederlands Moge Uw (keizers) regering duizend jaar duren, voor achtduizend generaties. Totdat stenen rotsen worden, welke bedekt zijn met mos. |

Onafhankelijke staten: Afghanistan · Armenië · Azerbeidzjan · Bahrein · Bangladesh · Bhutan · Brunei · Cambodja · China · Cyprus · Filipijnen · Georgië · India · Indonesië · Irak · Iran · Israël · Japan · Jemen · Jordanië · Kazachstan · Kirgizië · Koeweit · Laos · Libanon · Maldiven · Maleisië · Mongolië · Myanmar · Nepal · Noord-Korea · Oezbekistan · Oman · Oost-Timor · Pakistan · Qatar · Rusland · Saoedi-Arabië · Singapore · Sri Lanka · Syrië · Tadzjikistan · Thailand · Turkije · Turkmenistan · Verenigde Arabische Emiraten · Vietnam · Zuid-Korea
Niet algemeen erkende landen: Abchazië · Nagorno-Karabach · Palestina · Taiwan · Turkse Republiek Noord-Cyprus · Zuid-Ossetië